# Pycreus atrobrunneus
Pycreus atrobrunneus là loài thực vật có hoa trong họ Cói. Loài này được (Baker) C.B.Clarke miêu tả khoa học đầu tiên năm 1894.